# Коломенский ручей
Коло́менский ручей (Садовнический или Садовин ручей) — правый приток реки Москвы, протекающий в музее-заповеднике Коломенское, в Голосовом овраге. Длина ручья — 1 километр.

## Происхождение названия
Название ручья происходит от села Коломенское. Ранее его называли Садовническим или Садовиным — по располагавшейся на этом месте Садовой слободе.

## Описание
Ручей проходит от территории бывшей Садовой слободы к Москве-реке по Голосову оврагу. У верховьев ручья, на правом борту оврага, находятся Девичий камень и Гусь-камень — глыбы прочного местного песчаника, образовавшегося в аптских песках мелового периода мезозоя. Эти камни являются памятниками природы.
По левому берегу ручья расположены верхний и нижний Коломенские пруды площадью примерно по 0,1 гектара каждый.

## Гидрология
Ручей питается от многочисленных родников, находящихся в районе Голосова оврага. В верхней части долины расположены шесть источников, у одного из которых ручей берёт своё начало. Сохранились сведения о названиях и описания некоторых из этих родников — Петра и Павла, Николы Чудотворца, Двенадцати апостолов. Однако сопоставить их с фактически сохранившимися источниками невозможно из-за того, что в 2005 году два из них были засыпаны.
Также ручей питают группа источников «Кадочка» в 440 метрах от реки Москвы и Левобережный родник, находящийся в основании левого борта долины ручья и являющийся самым мощным.
Температура воды составляет 1,5 градуса Цельсия. Ручей не замерзает даже зимой.

## Галерея

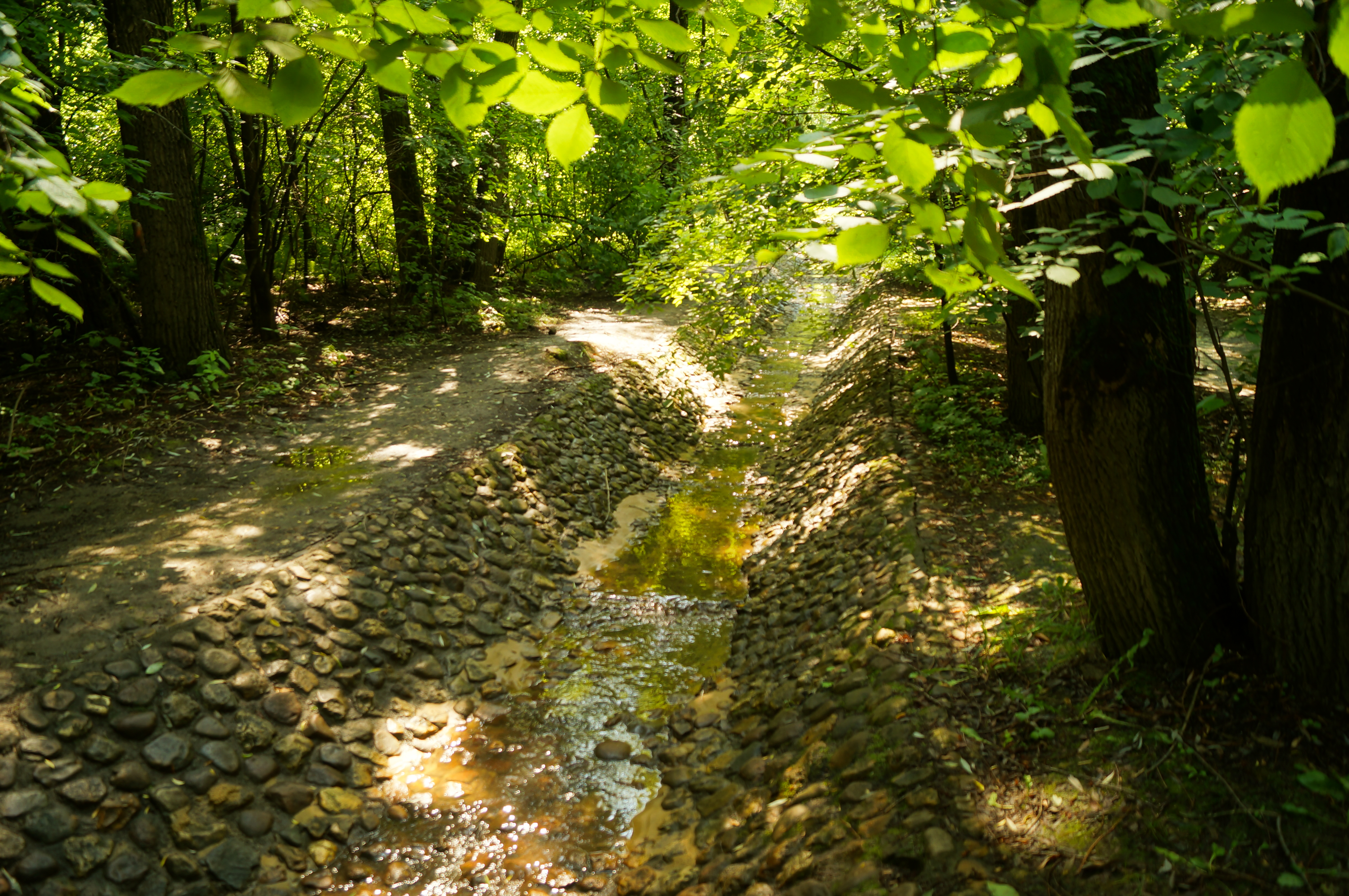
Русло ручья после реконструкции
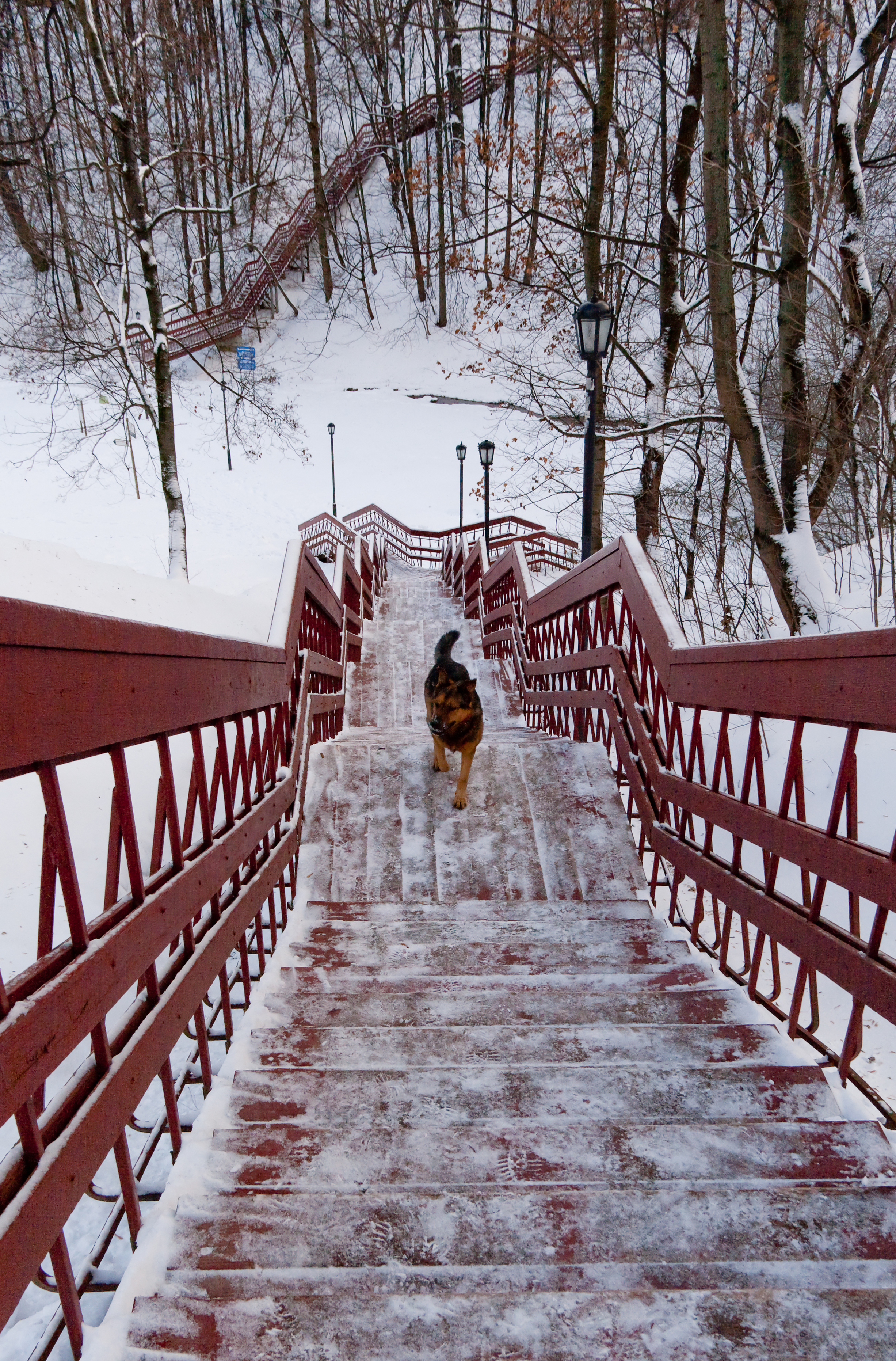
Мост через ручей
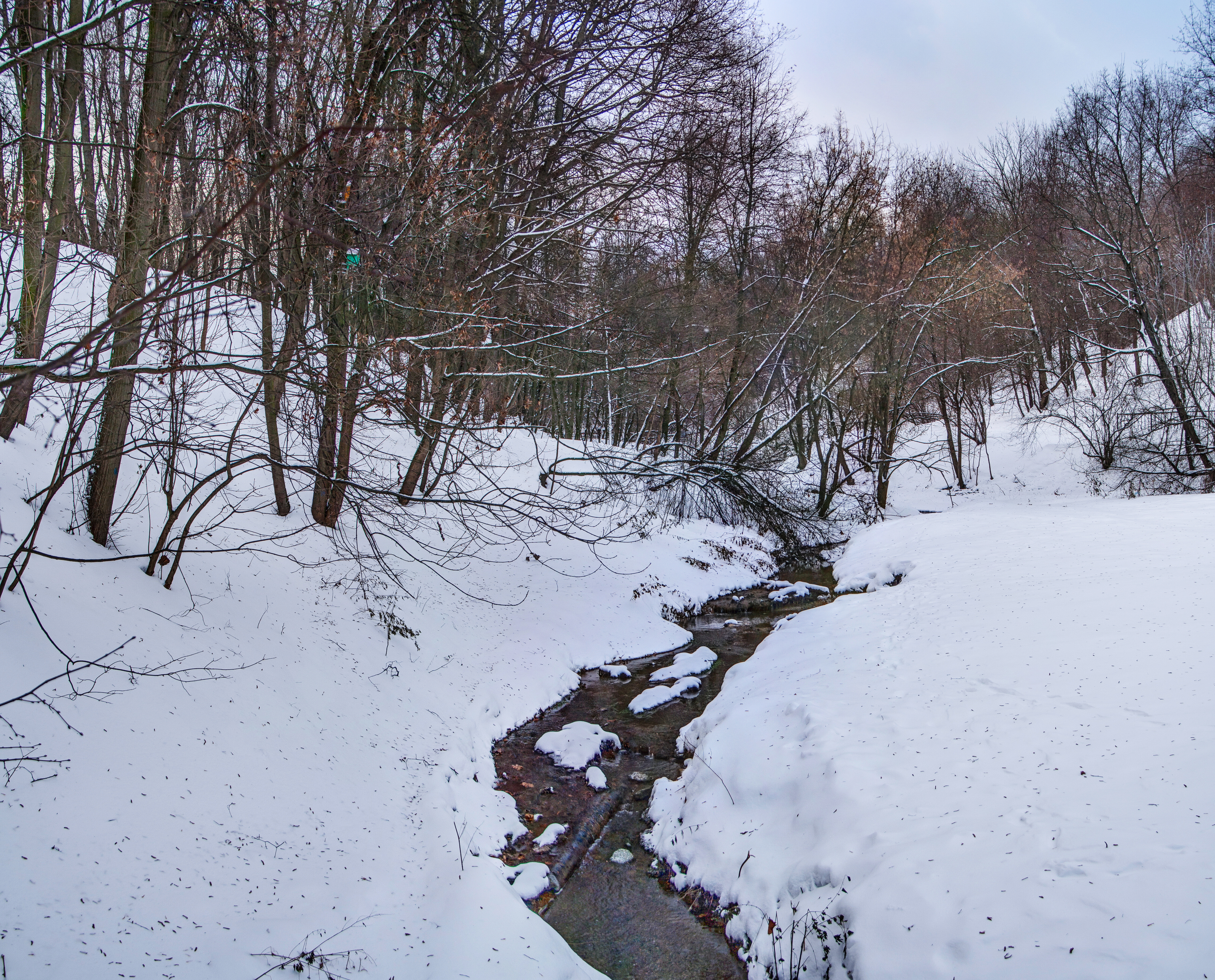
Коломенский ручей зимой
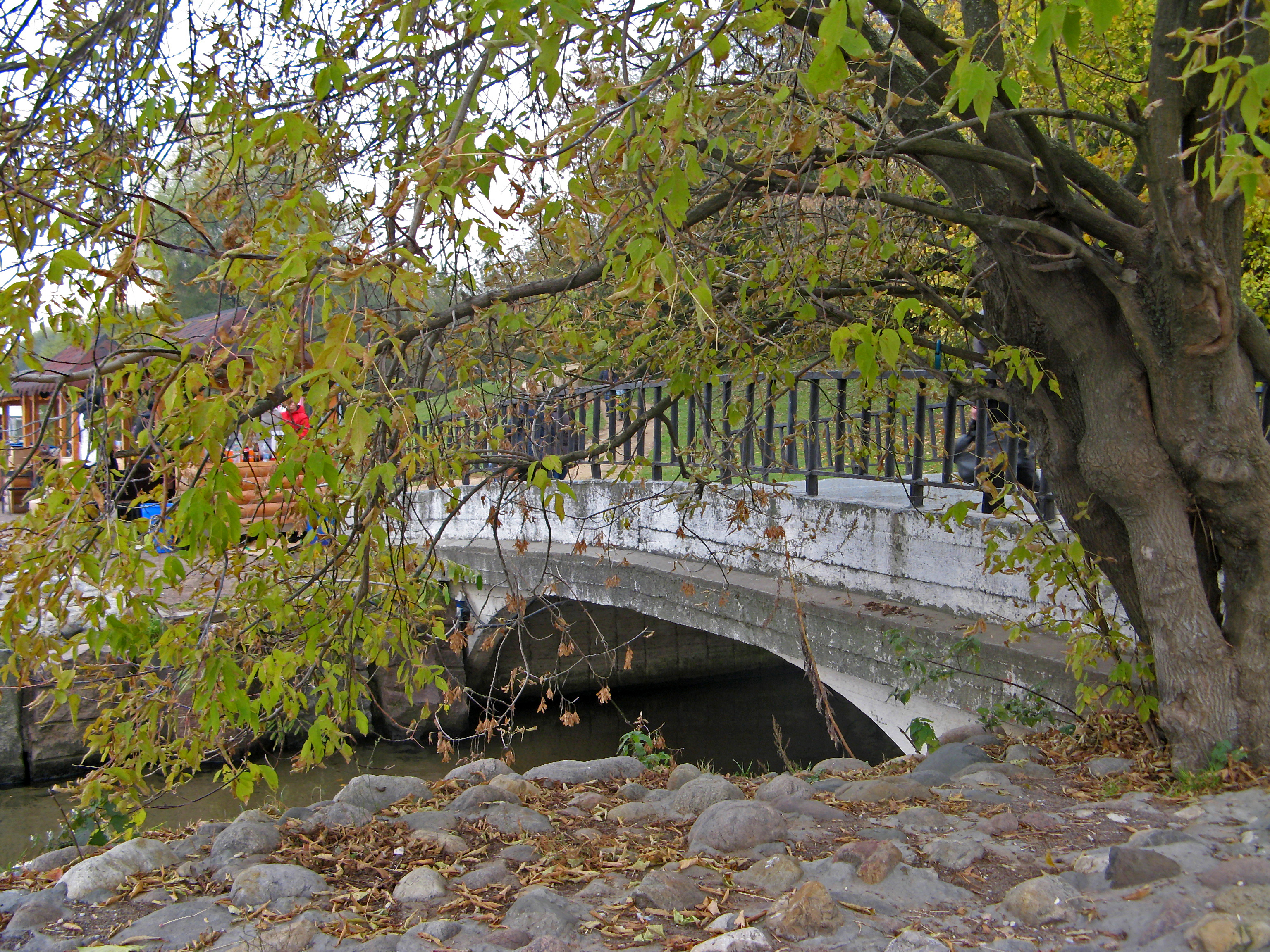
Мост через ручей